# Demanda en el mercado de trabajo
La demanda en el mercado de trabajo representa la cantidad de trabajadores que las empresas o empleadores están dispuestas a contratar.
Las empresas necesitan trabajadores para poder desempeñar su actividad y obtener el máximo beneficio a través de la venta de los bienes y servicios que producen. Para ello demandan fuerza de trabajo en el mercado y estarán dispuestas a contratar trabajadores siempre que los ingresos que consigan por su labor sean mayores que el salario que les tiene que pagar. Por tanto, si el salario es muy alto, sólo se contratará a unos pocos, siguiendo el principio de que el ingreso marginal de los trabajadores es decreciente en función del número de trabajadores contratados (se contratarían los más necesarios para el funcionamiento de la empresa) y de que en el caso de salarios sean muy altos habrá menos empresas dispuestas a operar en el mercado por cuestión de rentabilidad. 
En sentido contrario, en un mercado en el que los salarios son bajos, se puede contratar a más trabajadores aunque estos produzcan menos cantidad de bienes en el mismo tiempo.